# Kuşdoğan, Yeşilyurt
Kuşdoğan là một xã thuộc huyện Yeşilyurt, tỉnh Malatya, Thổ Nhĩ Kỳ. Dân số thời điểm năm 2011 là 333 người.